# Scopula sulphuraria
Scopula sulphuraria là một loài bướm đêm trong họ Geometridae.